# Iglesia de Santa María Magdalena (La Granja)
La iglesia de Santa María Magdalena es el templo parroquial católico del municipio español de La Granja, en la provincia de Cáceres.
El edificio, perteneciente a la diócesis de Coria-Cáceres, data del siglo XVI. Se ubica en las afueras orientales del pueblo, unos cuatrocientos metros al oeste de la orilla derecha del río Ambroz. Junto al templo se conserva un miliario romano de la Vía de la Plata, del que parte un camino asfaltado que une el centro del pueblo con el puente de la EX-205 sobre el citado río.

## Historia
La iglesia fue construida en el siglo XVI. En uno de los estribos del norte está grabada la fecha 1544, y en el zócalo de la torre la de 1597. En uno de los lienzos de la fábrica, en el lateral septentrional de la capilla mayor, da cuenta de una reparación posterior la fecha 1778. La documentación más antigua de esta parroquia son sus archivos de bautismo, matrimonio y defunción, que se remontan a 1596. La iglesia fue construida cuando La Granja era una pedanía de la vecina villa de Granada; según la información remitida por el párroco de Santa María Magdalena a Tomás López en 1795, la parroquia de La Granja tenía en el Antiguo Régimen como anejos la antigua mitad leonesa de Aldeanueva del Camino (San Servando) y los despoblados de San Miguel y Viloria. El diccionario de Madoz, de mediados del siglo XIX, seguía indicando que la parroquia tenía esos tres anejos.

## Descripción
Es principalmente una fábrica de mampostería, aunque en las esquinas, contrafuertes y portadas hay sillares de granito. Su planta es rectangular y su única nave se divide en tres tramos, cuyo elemento separador son tres arcos de medio punto que arrancan de ménsulas molduradas y medias columnas. La capilla mayor es un cuerpo de construcción cuadrada, de más altura que la nave pero menos ancha, coronado con pirámides herrerianas. En el lado de la epístola, a los pies de la iglesia, se ubica el campanario, de tres cuerpos y rematado en chapitel piramidal. Según el diccionario de Madoz, de mediados del siglo XIX, este último chapitel era en esa época el elemento más representativo del pueblo, pues estaba adornado por azulejos de varios colores que daban una peculiar imagen a distancia.
La portada del lado del evangelio, con arco de medio punto de archivoltas y pilares moldurados, es la única digna de mención. En el imafronte y el campanario hay sencillas puertas adinteladas, lo que no impide que la del imafronte se considere principal. Parte de la fachada del templo está cubierta con esgrafiado, en general simulando sillares, aunque también se ve representado el lirio de María. En la dicha puerta principal hay un buen cancel antiguo, de cuarterones, con su herraje. En el interior la capilla mayor se cubre con bóveda de crucería simulada (bóveda vaída) sobre pilastras toscanas, construida en ladrillo y cuyo aspecto actual data de la reforma de 1778. La nave, más ancha, está cubierta con techumbre de madera, a dos vertientes, sobre los citados arcos de medio punto. Las ventanas laterales son de medio punto. A los pies hay un coro apoyado en columnas cilíndricas.
Los retablos, de talla dorada, son de estilo barroco. De entre todos ellos destaca el retablo mayor, del siglo XVIII, que alberga cuatro hornacinas, con la imagen de Santa María Magdalena en la central y las de la Virgen de la Asunción, la Virgen del Carmen y San José en las otras tres. Este retablo fue restaurado en 2018 con una inversión total de unos cuarenta mil euros, aportados por la Junta de Extremadura, la Diócesis de Coria-Cáceres y el Ayuntamiento de La Granja, ya que la estructura original estaba tan deteriorada que tenía el armazón desestructurado.
De entre todas las imágenes del templo destaca por su antigüedad una de las de la Virgen María, concretamente una escultura gótica conocida como "Nuestra Señora de Belén". Es una imagen de Virgen con Niño de talla dorada y pintada de 85 cm de altura. Aparece la Santa Madre sentada dando el pecho al Divino Niño, que está desnudo. La Virgen tiene el pelo suelto, sujeto con un cintillo dorado. La silla que ocupa es curiosa por su talla y por su guarnición con flecos. En la sacristía, la cajonería y un armario de puertas cintradas son de talla, con adornos de estilo Luis XV.

## Uso actual
Oficialmente, el templo forma por sí solo una parroquia en el arciprestazgo de Granadilla de la diócesis de Coria-Cáceres. Sin embargo, debido al pequeño tamaño del pueblo, solamente alberga misas los viernes, domingos y días festivos, y comparte párroco con la iglesia de Santo Domingo de Abadía.